# مگس‌گیر ابریشمی خاکستری
مگس‌گیر ابریشمی خاکستری (نام علمی: Ptiliogonys cinereus) گونه‌ای پرنده از تیرهٔ مگس‌گیران ابریشمی (Ptiliogonatidae) است. این پرنده معمولاً فقط در گواتمالا و مکزیک یافت می‌شود، اما سرگردان‌ها در جنوب ایالات متحده نیز دیده شده‌اند. این پرنده در جنگل‌های کوهستانی و بوته‌زارهای مجاور، چه نمناک و چه خشک یافت می‌شود.